# 李賢宰
李賢宰（韓語：이현재，1929年12月20日—）大韩民国的经济学家和政治家。曾任国务总理。
忠清南道洪城郡出身，1953年首尔大学经济系毕业，1969年在研究生院攻读经济学博士学位。1953年担任空军官校的教官，1958年至1959年在釜山大学任专职讲师，1959年至1961年任釜山大学助教，1961年~ 1975年在首尔大学任助教和副教授以及大学教授。1975年至1988年，在首尔大学社会科学大学担任经济系教授。
1979年~1980年任首尔大学社会科学院院长，1980年至1982年任首尔大学代理副校长，1982年~1983年任副校长，1983年10月开始至1985年7月任第16任首尔大学校长职务。1988年卢泰愚政府上台，担任国务代总理，3月2日正式就任国务总理。
辞去总理职务后任韩国文化经济学会顾问、大韩民国学术院会员等职，目前担任湖岩财团理事长、首尔大学名誉教授(1995年-)和三星荷马艺术奖(Ho-am Art Prize)委员会主席.